# Ardisia aciphylla
Ardisia aciphylla är en viveväxtart som beskrevs av Pitard. Ardisia aciphylla ingår i släktet Ardisia och familjen viveväxter. Utöver nominatformen finns också underarten A. a. touranensis.